# Lakehills
Lakehills – jednostka osadnicza w Stanach Zjednoczonych, w stanie Teksas, w hrabstwie Bandera.